# Microcossus
Microcossus is een monotypisch geslacht van vlinders uit de familie zakjesdragers (Psychidae). De wetenschappelijke naam van het geslacht is voor het eerst geldig gepubliceerd in 1887 door Thomas de Grey Walsingham.
De typesoort van het geslacht is Microcossus mackwoodii Walsingham, 1887.

## Soorten
- Microcossus mackwoodii Walsingham, 1887